# Pterolophia coxalis
Pterolophia coxalis är en skalbaggsart som beskrevs av Stefan von Breuning 1943. Pterolophia coxalis ingår i släktet Pterolophia och familjen långhorningar.
Artens utbredningsområde är Laos. Inga underarter finns listade i Catalogue of Life.